# 남부큰귀쥐
남부큰귀쥐(Loxodontomys micropus)는 비단털쥐과에 속하는 설치류이다. 아르헨티나와 칠레에서 발견되며, 남부큰귀쥐속에 속하는 2종의 하나이다. 모식 표본은 1834년 아르헨티나 산타크루스 강에서 찰스 다윈이 비글호 탐사 기간 동안에 수집했고, 이어서 워터하우스(George Robert Waterhouse)가 기재했다.